# Nesophontes zamicrus
Espèce
Statut de conservation UICN

 EX  : Éteint
Nesophontes zamicrus est une espèce disparue de mammifères appartenant à la famille des Nesophontidae. Synonyme, Zamicrus hypomicrus, il est surnommé « hypomicrus haïtien »[réf. nécessaire]. Cette sorte de musaraigne était un animal terrestre insectivore.

## Distribution
L'espèce était endémique d'Haïti.

## Classification
Cette espèce a été créée en 1929 par le zoologiste américain Gerrit Smith Miller, Jr (1869-1956).
Classification plus détaillée selon le Système d'information taxonomique intégré (SITI ou ITIS) :
 Règne : Animalia ; sous-règne : Bilateria ; infra-règne : Deuterostomia ; Embranchement : Chordata ; Sous-embranchement : Vertebrata ; infra-embranchement : Gnathostomata ; super-classe : Tetrapoda ; Classe : Mammalia ; Sous-classe : Theria ; infra-classe : Eutheria ; ordre : Soricomorpha ; famille : Nesophontidae ; genre : Nesophontes.
Traditionnellement, les espèces de ce genre sont classées dans l'ordre des Insectivora, un regroupement qui est progressivement abandonné au XXIe siècle.